# Джердентон (Техас)
Джердентон (англ. Jourdanton) — місто (англ. city) в США, в окрузі Атаскоса штату Техас. Населення — 4094 особи (2020).

## Географія
Джердентон розташований за координатами 28°54′49″ пн. ш. 98°32′28″ зх. д. / 28.91361° пн. ш. 98.54111° зх. д. (28.913728, -98.541070).  За даними Бюро перепису населення США в 2010 році місто мало площу 9,08 км², уся площа — суходіл.

## Демографія
Згідно з переписом 2010 року, у місті мешкала 3871 особа в 1364 домогосподарствах у складі 964 родин. Густота населення становила 427 осіб/км².  Було 1546 помешкань (170/км²).
Расовий склад населення:
| - 87,1 % — білих - 0,7 % — корінних американців - 0,5 % — чорних або афроамериканців - 0,3 % — азіатів - 8,8 % — осіб інших рас |

До двох чи більше рас належало 2,6 %. Частка іспаномовних становила 54,8 % від усіх жителів.
За віковим діапазоном населення розподілялося таким чином: 28,0 % — особи молодші 18 років, 57,1 % — особи у віці 18—64 років, 14,9 % — особи у віці 65 років та старші. Медіана віку мешканця становила 35,7 року. На 100 осіб жіночої статі у місті припадало 88,1 чоловіків;  на 100 жінок у віці від 18 років та старших — 85,3 чоловіків також старших 18 років.
Середній дохід на одне домашнє господарство  становив 68 805 доларів США (медіана — 54 375), а середній дохід на одну сім'ю — 78 674 долари (медіана — 60 842). Медіана доходів становила 40 525 доларів для чоловіків та 30 833 долари для жінок. За межею бідності перебувало 10,7 % осіб, у тому числі 11,2 % дітей у віці до 18 років та 16,0 % осіб у віці 65 років та старших.
Цивільне працевлаштоване населення становило 1868 осіб. Основні галузі зайнятості: роздрібна торгівля — 18,8 %, сільське господарство, лісництво, риболовля — 13,7 %, освіта, охорона здоров'я та соціальна допомога — 12,0 %, мистецтво, розваги та відпочинок — 11,0 %.